# Ein Sommer auf Mallorca
Ein Sommer auf Mallorca ist ein deutscher Fernsehfilm von Florian Gärtner aus dem Jahr 2018. Die Hauptrollen sind besetzt mit Katharina Müller-Elmau, Christoph M. Ohrt und Gregory B. Waldis. Es handelt sich um die 26. Folge der Filmreihe Ein Sommer in …, die an wechselnden Schauplätzen der Welt spielt.
Vom ZDF wurde die Liebeskomödie erstmals am Sonntag, dem 4. März 2018, im Rahmen der Reihe „Herzkino“ ausgestrahlt.

## Handlung
Die Fotografin Victoria „Vicky“ Körner wird von ihrem Noch-Ehemann Nico auf dem Flughafen in Mallorca in Empfang genommen. Das Paar, das sich scheiden lassen will, versteht sich immer noch gut. Vicky ist auf die Insel gekommen, um die Unterlagen für den gemeinsamen Scheidungsantrag zu unterzeichnen und um die Modalitäten für einen Kauf des ihrem Mann und ihr gehörenden Hauses in Palma zu regeln. Seit fast zehn Jahren leben Vicky und Nico getrennt. Die gemeinsame Tochter Jenny lebt seit der Trennung ihrer Eltern bei ihrer Mutter in Hamburg.
Da Nico auf der Fahrt zum Richter einen Unfall verursacht, kommt das Paar ein wenig zu spät. Von der Sekretärin erfahren beide, dass auch der Richter in einen Unfall verwickelt gewesen sei, was eine Terminverschiebung bedinge, da der Richter krankgeschrieben sei. In der Zeit ihres ungeplanten Aufenthalts auf Mallorca kommen sich Vicky und Nico wieder näher, obwohl der Sterne-Gastronom in einer festen Beziehung mit der um einiges jüngeren Lucia Barreto lebt. Schwierigkeiten gibt es zudem mit dem Verkauf des Hauses, das der Mallorquiner Javier Maragall als Mieter bewohnt. Der potentielle Käufer will das Haus jedoch nur kaufen, wenn kein Mietverhältnis mehr besteht. Der Verkauf stockt, da Maragall sich weigert auszuziehen und darauf pocht, dass der mit ihm abgeschlossene Mietvertrag einzuhalten sei. Der Mallorquiner ist Meeresbiologe und setzt sich zudem dafür ein, dass nicht immer mehr Häuser auf der Insel von raffgierigen Maklern an reiche Ausländer verkauft werden, was auch die Preise in die Höhe treibt, sodass viele Einheimische kaum noch in der Lage sind, bezahlbaren Wohnraum zu finden.
Vicky, die durchaus bereit war, sich wieder auf ihren Mann einzulassen, muss jedoch feststellen, dass er immer noch so ein Kindskopf ist wie vor zehn Jahren und nichts wirklich ernst nimmt. Das ganze Gegenteil Nicos ist Javier Maragall, der Vicky zunehmend besser gefällt. Seine Zurückhaltung ist wohltuend und seine Ernsthaftigkeit berührt sie. Leider macht Nico ihr einen Strich durch die Rechnung, indem er das Vertrauen, das sich gerade zwischen Javier und Vicky entwickelt hat, nachhaltig mit einer gewollten Aktion stört.
So fasst Vicky den Entschluss zusammen mit ihrer Tochter und deren Freund, die ebenfalls gerade auf der Insel sind, zurück nach Hamburg zu fliegen, nachdem die Scheidungspapiere unterzeichnet sind. Das Auto des Trios wird jedoch auf der Fahrt zum Flughafen von Javier angehalten, der Vicky die ungewöhnliche Frage stellt, ob Stralsund schön sei und es ihm da wohl gefallen könnte. Javier hat ein Angebot aus der Stadt bekommen und signalisiert Vicky, dass er sich eine gemeinsame Zukunft mit ihr doch vorstellen könne. Glücklich verabschiedet sich Vicky mit dem Versprechen auf ein Wiedersehen in Stralsund. Auch bei Nico gibt es Neuigkeiten, seine Freundin Lucia ist schwanger.

## Produktion

### Produktionsnotizen, Dreharbeiten, Hintergrund

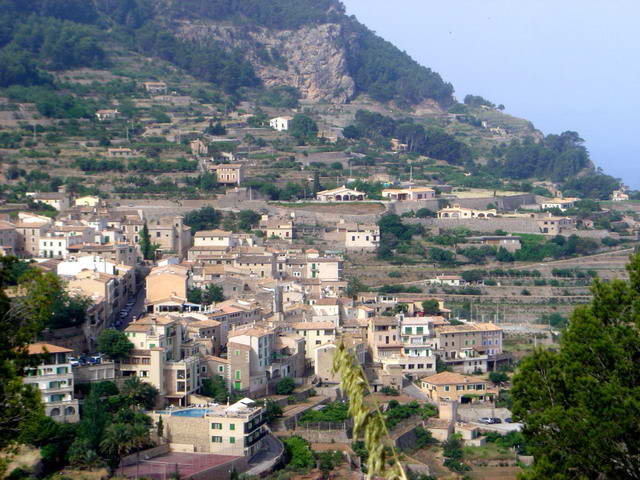
Banyalbufar, wo etliche Szenen gedreht wurden

Es handelt sich um eine Ariane Krampe Filmproduktion. Die Redaktion lag bei Rita Nasser. Gedreht wurde im Zeitraum 16. Oktober bis 10. November 2017 auf Mallorca. Die Szene mit dem verfallenen Haus entstand in der Serra de Tramuntana, weitere Aufnahmen entstanden in Banyalbufar. Weitere Drehorte sind unter anderem Portitxol und der Edelhafen Port Adriano. Der Schweizer Gregory B. Waldis übte mit einem Coach mehrere Wochen den spanischen Akzent ein, den seine Rolle verlangte.
Ariane Krampe, die den Film mit ihrer Firma produzierte, wurde von Lars Kreye interviewt, wobei auch die Frage gestellt wurde, ob die Reihe mit diesem Film ende. Krampe erwiderte, dass die Reihe Ein Sommer in/auf … zu den erfolgreichsten Sonntagabend-Reihen im Rahmen des Herzkino-Sendeplatzes gehöre. Sie habe diese Reihe dem ZDF vor vielen Jahren angeboten. Von den mittlerweile 26 Filmen habe sie eine große Anzahl produziert und man sei schon in der Planung für die nächste Folge mit dem Titel Ein Sommer in Oxford. Bei der Mallorca-Produktion habe man viele Spanier im Team gehabt, teils vom Festland, teils direkt von der Insel. Man habe Mallorca, „die Lieblingsinsel der Deutschen“ in ihrer ganzen Vielfältigkeit beleuchten wollen. Mallorca sei der kongeniale Ort für diese Komödie gewesen.

### Veröffentlichung
Die Beziehungskomödie wurde vom ZDF erstmals am 4. März 2018 gezeigt. In Italien wurde der Film unter dem Title Un’estate a Maiorca am 8. Juni 2019 veröffentlicht. In Spanien erfolgte eine Veröffentlichung unter dem Titel Un verano en Mallorca.
Der Film wurde vom Studio Hamburg Enterprises am 4. Mai 2018 auf DVD herausgegeben.

## Rezeption

### Einschaltquote
Bei seiner Erstausstrahlung konnte der Film 4,95 Mio. Zuschauer verbuchen bei einem Marktanteil von 13,5 %.

## Kritik
TV Spielfilm hielt den Daumen gerade, gab für Humor, Action, Spannung und Erotik je einen von drei möglichen Punkten und meinte: „Zielgruppengerechte Liebelei, im Tonfall teils aufrichtig, teils penetrant klischeehaft. Pflichtschuldig abgehakt wirkt die sanfte Gentrifizierungskritik.“ Fazit: „Luxusprobleme vor stilvoller Malle-Kulisse.“
Rainer Tittelbach von tittelbach.tv gab vier von sechs möglichen Sternen und lobte, der Film passe „gut zur besten ZDF-Sonntagsreihe“, denn der Film zeige „das andere Gesicht der Baleareninsel, jenseits von Ballermann und überfüllten Stränden“. Tittelbach führte weiter aus: „Die ‚Ein Sommer‘-Reihe ist und bleibt die Ausnahme von der ZDF-‚Herzkino‘-Regel. Bei Florian Gärtners Film fließen Land & Leute, der Alltag und das Situative intelligent & unaufgeregt in die angenehm undramatische Geschichte ein. Das ist ebenso leichte wie erwachsene Unterhaltung, top besetzt und entspannt gefilmt.“ Tittelbach befand, es gehöre zur „besonderen Leistung des Films“, den „sozialen Aspekt der Gentrifizierung unaufgeregt in die Geschichte“ integriert zu haben.